# Ole Stenen

## Kariera
Wspólnie z Ole Reistadem, Leifem Skagnæsem i Reidarem Ødegaardem zwyciężył w pokazowych zawodach w patrolu wojskowym podczas igrzysk olimpijskich w Sankt Moritz.
Na igrzyskach olimpijskich w 1932 w Lake Placid zdobył srebrny medal kombinacji norweskiej, ulegając jedynie swemu rodakowi Johanowi Grøttumsbråtenowi. W biegu na 18 km techniką klasyczną zajął ósme miejsce, a biegu na dystansie 50 km nie ukończył.
W 1929 roku wystartował na mistrzostwach świata w Zakopanem, gdzie również zdobył srebrny medal. Tym razem lepszy okazał się inny jego rodak Hans Vinjarengen, który na igrzyskach w Lake Placid zajął trzecie miejsce, tuż za Stenenem. Dwa lata później, podczas mistrzostw świata w Oberhofie zdobył złoty medal w biegu na 50 km technika klasyczną, zostając tym samym pierwszym mistrzem świata na tym dystansie pochodzącym z Norwegii. Startował także na mistrzostwach świata w Sollefteå, gdzie zajął czwarte miejsce w kombinacji, w walce o brązowy medal ponownie lepszy okazał się Vinjarengen.
Stenen był ponadto mistrzem Norwegii w kombinacji norweskiej w latach 1928 i 1931. W 1931 roku wygrał także bieg na 50 km podczas Holmenkollen Ski Festival.
W 1931 roku otrzymał medal Holmenkollen razem z Hansem Vinjarengenem.

## Osiągnięcia w kombinacji norweskiej

### Igrzyska olimpijskie
| Miejsce | Dzień     | Rok  | Miejscowość | Konkurencja   | Wynik      | Strata    | Zwycięzca            |
| ------- | --------- | ---- | ----------- | ------------- | ---------- | --------- | -------------------- |
| 2.      | 11 lutego | 1932 | Lake Placid | Indywidualnie | 446,00 pkt | -9,95 pkt | Johan Grøttumsbråten |

### Mistrzostwa świata
| Miejsce | Dzień     | Rok  | Miejscowość | Konkurencja   | Czas biegu | Strata     | Zwycięzca            |
| ------- | --------- | ---- | ----------- | ------------- | ---------- | ---------- | -------------------- |
| 2.      | 5 lutego  | 1929 | Zakopane    | Indywidualnie | 452,10 pkt | -19,45 pkt | Hans Vinjarengen     |
| 7.      | 13 lutego | 1931 | Oberhof     | Indywidualnie | 439,00 pkt | -30,27 pkt | Johan Grøttumsbråten |
| 4.      | 20 lutego | 1934 | Sollefteå   | Indywidualnie | 441,90 pkt | -31,70 pkt | Oddbjørn Hagen       |

## Osiągnięcia w biegach narciarskich

### Igrzyska olimpijskie
| Miejsce | Dzień     | Rok  | Miejscowość | Konkurencja             | Wynik   | Strata | Zwycięzca       |
| ------- | --------- | ---- | ----------- | ----------------------- | ------- | ------ | --------------- |
| 8.      | 10 lutego | 1932 | Lake Placid | 18 km stylem klasycznym | 1:23:07 | +4:58  | Sven Utterström |
| DNF     | 13 lutego | 1932 | Lake Placid | 50 km stylem klasycznym | 4:28:00 | -      | Veli Saarinen   |

### Mistrzostwa świata
| Miejsce | Dzień     | Rok  | Miejscowość | Konkurencja             | Czas biegu | Strata | Zwycięzca            |
| ------- | --------- | ---- | ----------- | ----------------------- | ---------- | ------ | -------------------- |
| 9.      | 9 lutego  | 1929 | Zakopane    | 50 km stylem klasycznym | 3:50:01    | +21:50 | Anselm Knuuttila     |
| 15.     | 28 lutego | 1930 | Oslo        | 17 km stylem klasycznym | 1:19:58    | +3:52  | Arne Rustadstuen     |
| 8.      | 13 lutego | 1931 | Oberhof     | 17 km stylem klasycznym | 1:23:43    | +2:35  | Johan Grøttumsbråten |
| 1.      | 15 lutego | 1931 | Oberhof     | 50 km stylem klasycznym | 3:52,00    | -      | -                    |
| 29.     | 22 lutego | 1934 | Sollefteå   | 18 km stylem klasycznym | 1:04:29    | +5:51  | Sulo Nurmela         |
| 7.      | 24 lutego | 1934 | Sollefteå   | 50 km stylem klasycznym | 4:06,43    | +7:42  | Elis Wiklund         |